# Simploka
Simploka ili simploha je glasovna figura koja ujedinjuje anaforu i epiforu, dakle, riječi se ponavljaju i na početku i na kraju stihova.

## Primjeri
- Dobriša Cesarić, "Djetinjstvo"

To sada gleda on

To sada misli on

To sada sanja on